# سیلورینو (آرکانزاس)
سیلورینو (به انگلیسی: Sylverino) یک منطقهٔ مسکونی در ایالات متحده آمریکا است که در شهرستان میلر، آرکانزاس واقع شده‌است. سیلورینو ۹۱٫۱۴ متر بالاتر از سطح دریا قرار دارد.